# Mihaela Albu
Mihaela Albu (ur. 1 stycznia 1994 w Medgidii) – rumuńska siatkarka, reprezentantka Rumunii, grająca na pozycji libero.

## Sukcesy klubowe
Puchar Rumunii:
- 2014, 2015[3]

Mistrzostwo Rumunii:
- 2014[4]
- 2018, 2024[5]

## Sukcesy reprezentacyjne
Srebrna Liga Europejska:
- 2019[6]